# Marizanne Kapp
Marizanne Kapp (nacida el 4 de enero de 1990) es una jugadora de críquet internacional que juega para el equipo nacional de críquet femenino de Sudáfrica. Fue la primera jugadora de críquet de Sudáfrica en hacer un hat-trick en un partido internacional de mujeres Twenty20. En diciembre de 2017, fue nombrada como una de las jugadoras del Equipo del Año de One Day International Femenino de ICC.

## Carrera internacional y vida personal
En octubre de 2018, Kapp fue nombrada en el equipo de Sudáfrica para el torneo ICC Women's World Twenty20 2018 en las Indias Occidentales. En mayo de 2019, en el primer WODI contra Pakistán, se convirtió en la tercera jugadora de críquet de Sudáfrica en jugar 100 partidos de ODI femenino. En enero de 2020, fue nombrada en el equipo de Sudáfrica para la Copa Mundial T20 Femenina ICC 2020 en Australia.
En julio de 2018, se casó con su compañera de equipo y capitana del equipo de críquet femenino sudafricano Dane van Niekerk.